# آن بورغ
آن بورغ (بالنرويجية البوكمول: Anne Borg)‏ هي بروفيسورة نرويجية، ولدت في 23 سبتمبر 1936 في أوسلو في النرويج، وتوفيت في 19 ديسمبر 2016.